# Goofiesmackerz
Goofiesmackerz ist ein Musikproduzenten-Duo aus München, das aus den Hip-Hop-Musikern Elias und Scream (bürgerlich: Elias Klughammer und Daniel Schreyer) besteht.

## Leben und Karriere
Sowohl Scream als auch Elias waren schon vor dem Zusammenschluss in diverse Musikproduktionen involviert und lernten sich zufällig in einem Club kennen. So produzierte Elias vor Goofiesmackerz für Künstler wie zum Beispiel Samy Deluxe, wohingegen Scream Kontakte zu Aggro Berlin pflegte und Produktionen für Fler verbuchen konnte. Die Goofiesmackerz sind seit Ende 2006 als Produzenten-Duo tätig. Nach der erfolgreichen Zusammenarbeit mit dem  Rapper Tony D, unterschrieben die Goofiesmackerz Mitte 2007 einen Vertrag bei Aggro Berlin. Seit 2007 haben sie ihr eigenes Studio in München. Es folgten Produktionen unter anderem für Sido, B-Tight, Jan Delay und Fler.

## Musikalischer Stil
Die Goofiesmackerz zeichnen sich durch eine eher experimentellere Produktionsweise aus. So benutzen sie beispielsweise ungewöhnliche Gegenstände als perkussive Elemente. Zudem arbeiten sie sehr oft mit den Künstlern selbst an Produktionen. Dabei stehen sie selbst nicht nur im Hintergrund, sondern bauen teilweise eigene Vocals in die Lieder.

## Diskografie

### Produktionen
- 2005: Cüs Junge (Dj Scream Remix) als iTunes Exclusive von Fler feat. Muhabbet
- 2005: Shake Dein Arsch auf F.L.E.R. 90210 von Fler
- 2006: Für Immer Und Dich (Scream Remix) als iTunes Exclusive von Jan Delay
- 2006: Deluxe auf Deluxe von Kopf bis Fuss von Samy Deluxe
- 2007: München und andere auf Xclusiv 2 – Der Neue Süden von Der Neue Süden
- 2007: Diverse auf Wie Baut Man Eine Bombe von Ali A$
- 2007: Intro auf Hustler von MOK
- 2007: Schädel auf Dr. Sex von Frauenarzt
- 2007: Bekanntenkreis auf Für Eine Hand Voll Scheisse von Pretty Mo
- 2007: Technoschaden, Betonkanacke, Intro und In Club auf Totalschaden von Tony D
- 2007: Totalschaden Remix auf Totalschaden (Single) von Tony D
- 2007: Mein Sound auf Wir nehmen auch Euro von DJ Sweap & DJ Pfund 500 (Co-Produktion)[2]
- 2007: Der Coolste (Remix) auf Der Coolste (Single) von B-Tight
- 2007: Schmetterlingseffekt (Remix) auf Der Schmetterlingseffekt als mp3.de Exclusive von Bass Sultan Hengzt
- 2007: Strassenmukke (Remix) auf Strassenmukke (Album) von MOK
- 2007: Denk An Mich auf Auferstanden aus Ruinen von Joe Rilla
- 2007: Weihnachtssong 2007 auf Weihnachtssong 2007 (Single) von Sido[2]
- 2008: Deutscha Badboy (Remix) als Jamba! Exclusive von Fler
- 2008: Warum bist Du so? auf Fremd im eigenen Land von Fler[2]
- 2008: Alle Schieben Optik (Remix) auf Melodie (EP) von Kool Savas
- 2008: Halt dein Maul (Remix), Carmen (Remix) auf Ich und meine Maske (MZEE Version) von Sido
- 2008: Carmen (Remix) auf Carmen (Single) von Sido
- 2008: Heiss (Dub Remix) auf Aggro Promo 001 (Vinyl) von Kitty Kat
- 2008: Du Bist Scheisse auf Aggro Anti Ansage Nr. 8 von Sido
- 2009: Du bist Scheisse auf Aggro Berlin Label Nr.1: 2001-2009 von Sido
- 2009: Heiss auf Miyo! von Kitty Kat
- 2010: Drifted und 13 weitere Titel auf Diyana (Album) von Diyana